# День працівника природно-заповідної справи
День працівника природно-заповідної справи — професійне свято, день відзначення праці працівників природно-заповідної справи в Україні, що святкується щорічно 7 липня.
Запроваджений Указом Президента України № 629/2009 «Про День працівника природно-заповідної справи» від 18 серпня 2009 року (за часів президентства Віктора Ющенка). Ініціатива запровадження свята належала Міністерству охорони навколишнього природного середовища України.
Як передумови запровадження цього дня як професійного свята, президентський Указ відзначає вагомий внесок працівників природно-заповідної справи у збереження та відновлення біологічного і ландшафтного різноманіття, розвиток територій та об'єктів природно-заповідного фонду України.